# Munidopsis serratifrons
Munidopsis serratifrons is een tienpotigensoort uit de familie van de Munidopsidae. De wetenschappelijke naam van de soort is voor het eerst geldig gepubliceerd in 1880 door A. Milne Edwards.